# Sergej Lavrov
Sergej Viktorovič Lavrov (ruski:  Сергей Викторович Лавров; 21. ožujka 1950.) je ruski diplomat, ministar vanjskih poslova Ruske Federacije od 2004. Njegova nominacija za ministra vanjskih poslova odobrena je od strane Vladimira Putina 2004., Dmitrija Medvjedeva 2008. i ponovno Putina 2012. Prije toga, Lavrov je služio kao sovjetski diplomat i ruski veleposlanik pri Ujedinjenim narodima. Osim materinskog ruskog jezika, Lavrov govori i engleski, francuski, sinhala i maldivski.

## Mladost i obrazovanje
Lavrov je rođen u Moskvi. Otac mu je Armenac podrijetlom iz Tbilisija u Gruziji, a majka Ruskinja, također iz Gruzije. Majka mu je radila u sovjetskom ministarstvu vanjske trgovine. Lavrov je maturirao srednju školu sa srebrnom medaljom, a kako mu je najdraži predmet bila fizika, planirao je upisati se na Državno istraživačko nuklearno sveučilište ili Moskovski institut za fiziku i tehnologiju, međutim, upisao se na Moskovski državni institut međunarodnih odnosa te diplomirao 1972. Tijekom studija, Lavrov je učio međunarodne odnose te s vremenom naučio sinhala, službeni jezik Šri Lanke i maldivski. Lavrov je također naučio i engleski i francuski jezik, međutim, kako je sam izjavio, nije u stanju govoriti francuski tečno. Nakon što je okončao studij, Lavrov je, zajedno s još nekoliko studenata, poslan u Ostankino toranj. U vrijeme ljetnih odmora, Lavrov je radio u Hakasiji, Tuvi te na ruskom dalekom istoku. Svaki semestar, zajedno s kolegama, Lavrov je glumio u dramama te nastupao pred Sveučilištem. Na trećoj godini studije Lavrov se oženio.

## Karijera u Sovjetskom Savezu

### Diplomatska karijera u Šri Lanci
Godine 1972. Lavrov je diplomirao. Prema ondašnjim pravilima, diplomant Moskovskog državnog instituta morao je raditi za ministarstvo vanjskih poslova određeno vrijeme. Lavrov je bio premješten u sovjetsko veleposlanstvo na Šri Lanci kao savjetnik, jer je već bio specijaliziran za tu zemlju. U svibnju 1972. Šri Lanka, bivši britanski dominion postala je socijalistička republika. U to vrijeme, SSSR i Šri Lanka bili su usko tržišno i gospodarski povezane, a SSSR je pokrenuo proizvodnju gume u toj zemlji. Sovjetsko veleposlanstvo u Šri Lanci također je bilo nadležno i za Maldive, a samo veleposlanstvo zapošljavalo je samo 24 diplomata. Lavrov je dobio zadatak da stalno analizira stanje u zemlji, no služio je i kao prevoditelj, osobni tajnik i pomoćnik Rafika Nišonova, glavnog tajnika Uzbečke komunističke stranke. S vremenom je Lavrov promaknut u atašea.

### Odjel za međunarodne gospodarske odnose i Ujedinjeni narodi
Lavrov se u Moskvu vratio 1976. Radio je kao treći i drugi tajnik u odjelu za međunarodne gospodarske odnose sovjetskog ministarstva vanjskih poslova. Tamo se bavio analitičkim radnjama, te je bio na čelu mnogih izaslanstava. Njegov odjel surađivao je s raznim međunarodnim organizacijama, uključujući i Ujedinjene narode. Lavrov je 1981. je poslan u sovjetsko stalno predstavništvo pri UN-u u New York. U početku je radio kao tajnik, no kasnije je promaknut u savjetnika te zatim u višeg savjetnika.

## Rusija
Lavrov se vratio u Moskvu 1988., te je bio imenovan zamjenikom načelnika odjela za međunarodne gospodarske odnose MVP-a SSSR-a, a kasnije je imenovan za prvog zamjenika. Između 1990. i 1992. bio je načelnik ovog odjeljenja. U listopadu 1990., Andrej Kozirev, dotadašnji načelnik uprave za međunarodne organizacije sovjetskog MVP-a bio je imenovan ministrom vanjskih poslova od strane Vrhovnog sovjeta Ruske SFSR. Te godine započela je preraspodjela ovlasti između sovjetskog MVP-a i republičkih ministarstava vanjskih poslova, uključujući i MVP Ruske SFSR, koje se bavilo rješavanjem problema i koje je imalo često dekorativni karakter. Listopada 1991., održan je sastanak predstavnika vanjskopolitičkih agencija jedanaest bivših sovjetskih republika (izuzev predstavnika baltičkih republika i Gruzije), na kojem je riješeno pitanje sovjetskog MVP-a. Idućeg mjeseca, Državni sovjet SSSR-a donio je rješenje kojim je sovjetsko MVP preimenovano u Ministarstvo vanjskih odnosa. Na sastanku dvaju ministarstava održanom 23. prosinca 1991., bila je donesena odluka o apsorpciji saveznih odbora ruskim vlastima, pa su u upravu MVP-a Ruske SFSR ušle sve ustrojbene jedinice i sva imovina Ministarstva vanjskih odnosa SSSR-a.
Lavrov je 1992. imenovan ravnateljem Odjeljenja međunarodnih organizacija i globalnih problema MVP-a Ruske SFSR. U travnju 1992. imenovan je zamjenikom ministra vanjskih poslova Ruske Federacije Andreja Kozireva. Dobio je zadatak da nadgleda djelatnost Uprave za prava čovjeka i međunarodnu kulturalnu suradnju, kao i dva odjeljenja za poslove s državama ZND-a - međunarodnih organizacija i međunarodne gospodarske suradnje. U ožujku 1993. postao je zamjenik predsjedatelja povjerenstva za sudjelovanje Ruske Federacije u međunarodnim organizacijama iz sustava UN-a, a u studenome 1993. imenovan je dopredsjedateljem međunarodnog povjerenstva za koordinaciju sudjelovanja Ruske Federacije u mirotvornim djelatnostima. Lavrov je sudjelovao u pregovorima o usuglašavanju ustava ZND-a, u pregovorima o prvom prekidu vatre u gruzinsko-abhaskom sukobu, bavio se sukobima u Osetiji, Karabahu i Pridnjestrovlju.

## Odnosi s Hrvatskom i Bosnom i Hercegovinom
U siječnju 2010., na izjavu predsjednika Hrvatske Stjepana Mesića da će vojno intervenirati ako se u Republici Srpskoj održi referendum o neovisnosti, Lavrov je rekao da Daytonski sporazum odbacuje uporabu sile te da Rusija podržava poštovanje tog sporazuma.
Prilikom susreta s Lavrovim u Münchenu u veljači 2013., predsjednik Hrvatske Ivo Josipović izjavio je da će ulazak Hrvatske u Europsku uniju označiti "novo poglavlje" u odnosima s Rusijom, te da će Hrvatska i Rusija nastaviti razvijati dobre odnose. Također je izjavio da ulazak Hrvatske u NATO nije prepreka u nabavljanju ruske vojne opreme i naoružanja.
Sergej Lavrov je prilikom susreta s bosanskohercegovačkim ministrom vanjskih poslova Zlatkom Lagumdžijom u svibnju 2013. izjavio da je za Bosnu i Hercegovinu krajnje vrijeme da se riješi Ureda visokog predstavnika za Bosnu i Hercegovinu (OHR) "koji ima diktatorska ovlaštenja i koji ih povremeno zloupotrebljava."